# Esbjörn Svensson
Esbjörn Svensson (Skultuna, 1964. április 16. – Stockholm, 2008. június 14.) svéd dzsesszzongorista, az Esbjörn Svensson Trio (E.S.T.) alapítója az egyik legismertebb európai dzsesszzenész volt. 44 évesen búvárbalesetben hunyt el.

## Pályafutása
Svensson világszerte ismert volt a dzsesszkedvelők körében. Együttese 2006-ban az amerikai Down Beat magazin címlapjára került, elsőként Európából. Zenéjük és koncertjeik gyakran feszegették a műfaj határait: rockzenei koncerttermekben léptek fel fénytechnikával és füstgéppel, zenéjükre pedig többek között a klasszikus zene és a funk is hatással volt. Nem sokkal Svensson halála előtt készült el 11. albumuk. Magyarországon is többször felléptek.

## Diszkográfia
- When Everyone Has Gone (1993) Dragon
- E.S.T. Live '95 (1995, Svédországban adták ki Mr. & Mrs. Handkerchief címmel) ACT Music + Vision
- Winter in Venice (1997) Superstudio GUL
- Esbjörn Svensson Trio Plays Monk (1998) Superstudio GUL
- From Gagarin's Point of View (1999) Superstudio GUL
- Good Morning Susie Soho (2000) Superstudio GUL
- Somewhere Else Before (2001)
- Strange Place for Snow (2002) Superstudio GUL
- Seven Days of Falling (2003) Superstudio GUL
- Live in Stockholm (2003) DVD, felvéve: 2000.dec.10.
- Viaticum (2005) Spamboolimbo
- Tuesday Wonderland (2006)
- Leucocyte (2008)

## Fordítás
- Ez a szócikk részben vagy egészben az Esbjörn Svensson című angol Wikipédia-szócikk ezen változatának fordításán alapul.  Az eredeti cikk szerkesztőit annak laptörténete sorolja fel. Ez a jelzés csupán a megfogalmazás eredetét és a szerzői jogokat jelzi, nem szolgál a cikkben szereplő információk forrásmegjelöléseként.